# Keisuke Makino
Keisuke Makino (牧野 景輔 Makino Keisuke?), född 11 april 1969 i Hyōgo prefektur, är en japansk tidigare fotbollsspelare.
Makino började sin karriär 1988 i Furukawa Electric (JEF United Ichihara). 1994 flyttade han till Cerezo Osaka. Han avslutade karriären 1995.